# Cristo de la Luz
La ermita o iglesia del Cristo de la Luz, anteriormente mezquita de Bab al-Mardum (en árabe: مسجد باب المردوم‎), es un edificio de la ciudad española de Toledo, en su casco histórico.
De las diez mezquitas que llegó a tener la ciudad, es la mejor conservada. En época musulmana era un pequeño oratorio ligado a una puerta de acceso a la ciudad (Bab al-Mardum) para uso de los recién llegados a Toledo o para la preparación a la salida. Fue construida en el año 999, la época de esplendor del Califato de Córdoba, tal y como reza la franja epigráfica de su fachada de acceso.
Distintos elementos, principalmente un ábside, se añadieron en el siglo XII, tras la conquista cristiana de la ciudad, cuando Alfonso VI cedió el edificio a los caballeros de la orden de San Juan, que establecieron allí una ermita bajo la advocación de la Santa Cruz. Se considera esta ampliación la más antigua muestra de arte mudéjar de que se tiene constancia. El nombre que terminó llevando como templo cristiano proviene de la sustitución del cristo crucificado que se colocó cuando fue consagrada como ermita, por una imagen de la Virgen de la Luz posteriormente desaparecida. En la actualidad es un espacio desacralizado.

## Estructura
La planta es prácticamente cuadrada, de unos 9 metros de ancho, y genera, a partir de los cuatro soportes centrales, nueve compartimentos abovedados. El mihrab se encontraría a la derecha de la entrada, en el muro  alqibla, orientado al este. Se supone que el antiguo mihrab sería móvil o una hornacina, ya que no nos han quedado restos arquitectónicos.

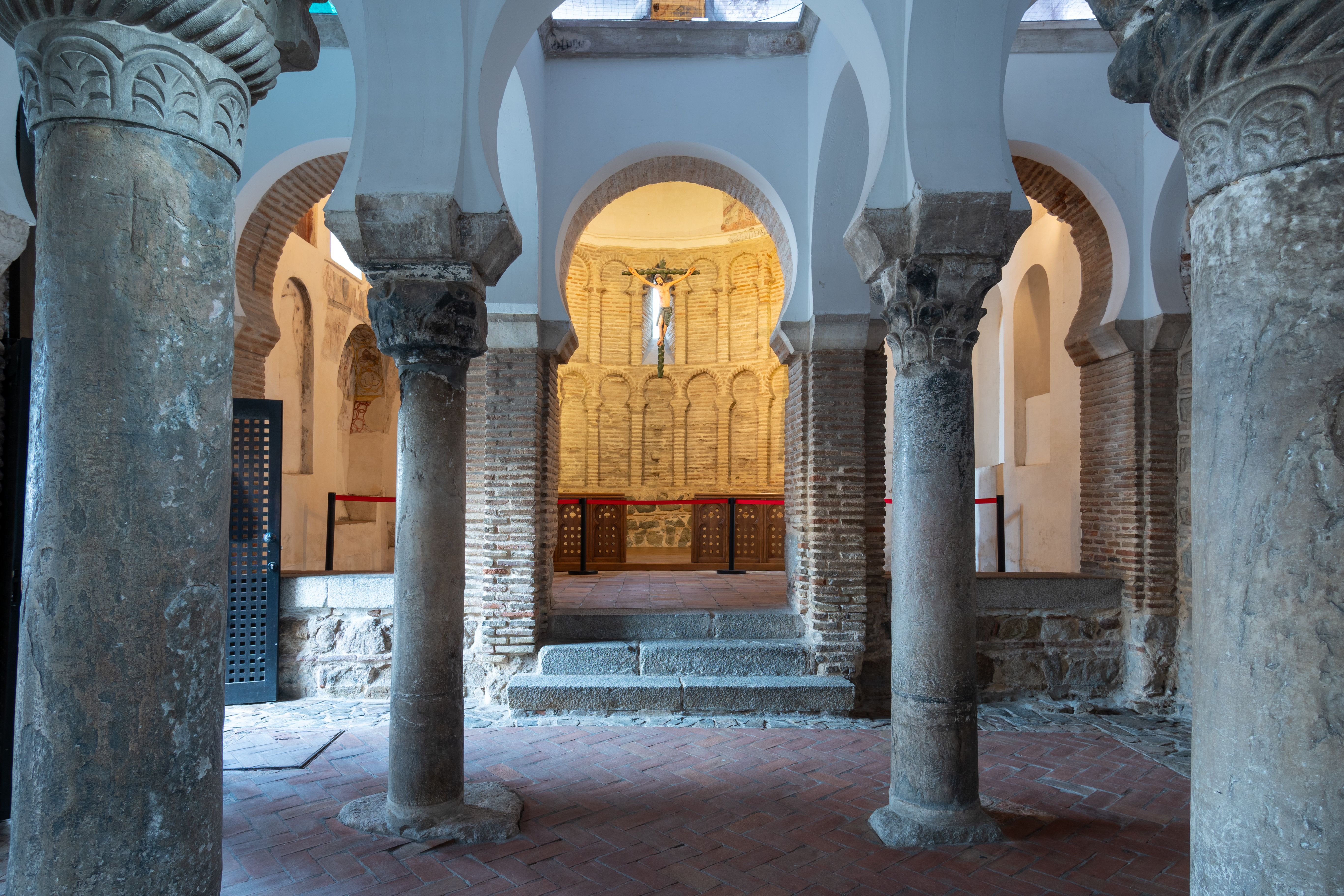
Interior.

El alzado consta de tres cuerpos, excepto el central que es de cuatro cuerpos. Las columnas se encargan de separar las naves que conforman el primer tramo las cuales se relacionan con los arcos de herradura del segundo tramo mediante cuatro capiteles visigodos reaprovechados. El tercer cuerpo lo constituyen las nueve bóvedas de crucería califal, pero la bóveda central se compone de un elemento que eleva el cuadrante central un poco más que el resto creando así una sensación centralizada de la planta (esto toma su origen en Bizancio).
La ampliación del siglo XII (1187) consta de un tramo recto cubierto con bóveda rebajada de ladrillo y un tramo absidial cubierto por una bóveda de medio cañón. Es interesante destacar los frescos del siglo XIII conservados (pantocrátor, tetramorfos, santos y un clérigo con una maza), y las inscripciones de caracteres cúficos carentes de significado, ya que era un tipo de decoración de la época.

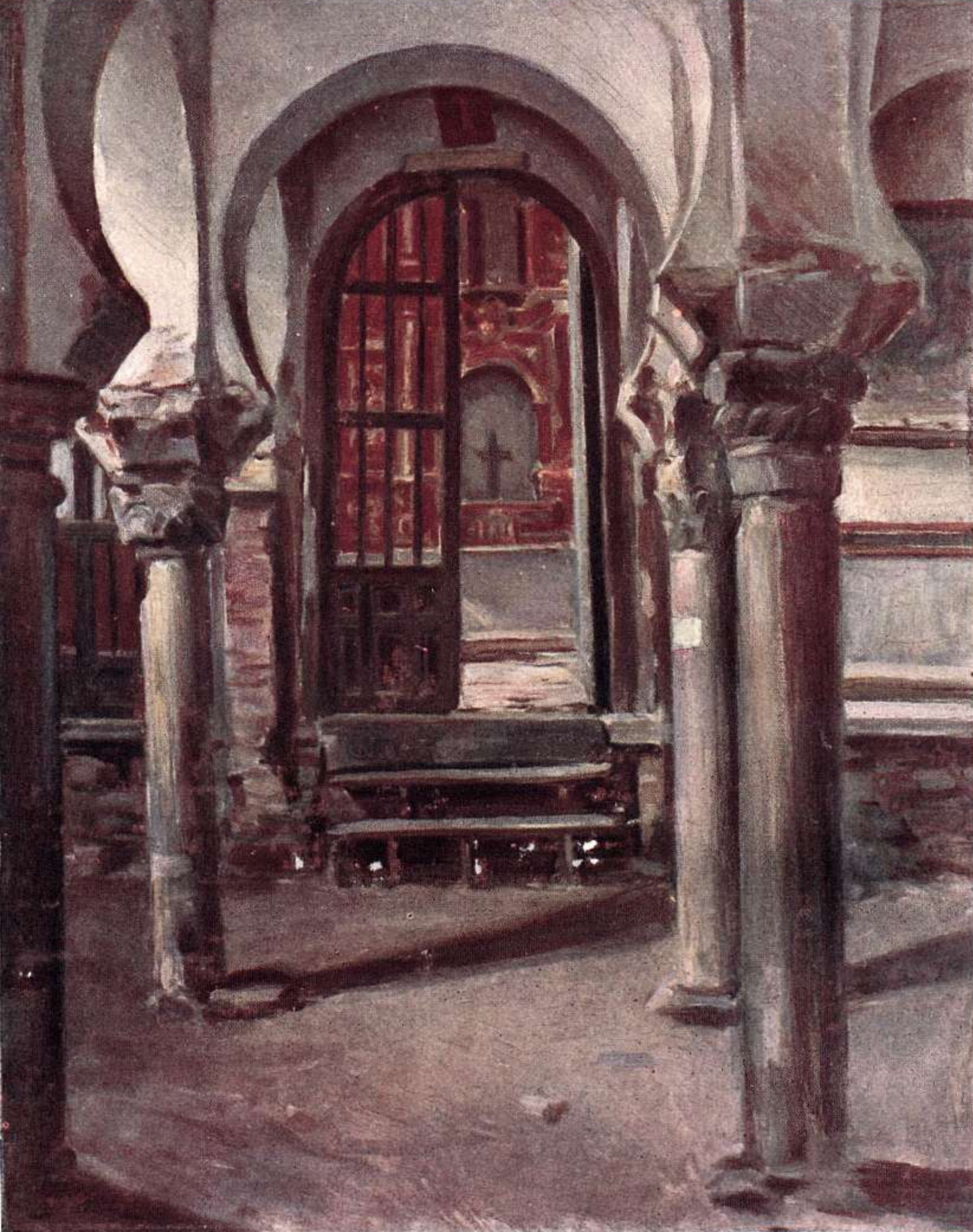
«Capilla del Cristo de la Luz (Toledo)». Reproducción de una pintura de Peláez en la revista argentina Caras y Caretas (1917)

En la fachada suroeste fue descubierta, en 1889, una inscripción que data la construcción de la mezquita y dice: "En el nombre de Alá, hizo levantar esta mezquita Ahmad ibn Hadidi, de su peculio, solicitando la recompensa ultraterrena de Alá por ella. Y se terminó con el auxilio de Alá, bajo la dirección de Musà ibn Alí, arquitecto, y de Sa´ada, conluyéndose en Muharram del año trescientos noventa (diciembre de 999)". Inscripción única en el Islam de occidente y en el arte oriental, por haber sido elaborada exclusivamente con fragmentos de ladrillos ordinarios. La fachada consta de un cuerpo con tres vanos de acceso, en el cuerpo superior arcos entrecruzados ciegos, un friso con decoración de sebka (red de rombos enmarcada), la inscripción y una cornisa; decoración común en el primer mudéjar toledano.
La fachada noroeste está formada por tres vanos de nuevo horadados que dan paso al patio de la mezquita, cubiertos por arco de herradura rebajados por unos arcos de medio punto encuadrados, es un simplificación típica en la Mezquita de Córdoba. El nivel superior se centra en varios arcos polilobulados que enmarcan unos arcos de herradura de estilo califal y decorados con dovelas bicolor de ladrillo, haciendo referencia a la mezquita de Córdoba. Un entablamento da paso a la cornisa final.
El patio al que se accede a través de esta fachada muestra un pozo peculiar donde se ven las marcas de las sogas que recogían los cubos en los bordes del mismo. Además muestra una planta de crucero con alberca, o chart-bagh. de ascendencia persa y muy extendida en los jardines de Al-Ándalus, como los de Medina Azahara, la Alhambra o el Generalife. Aquí se encuentra un mirador que da acceso a la Puerta del Sol (dintel del siglo XV).

## Restauración

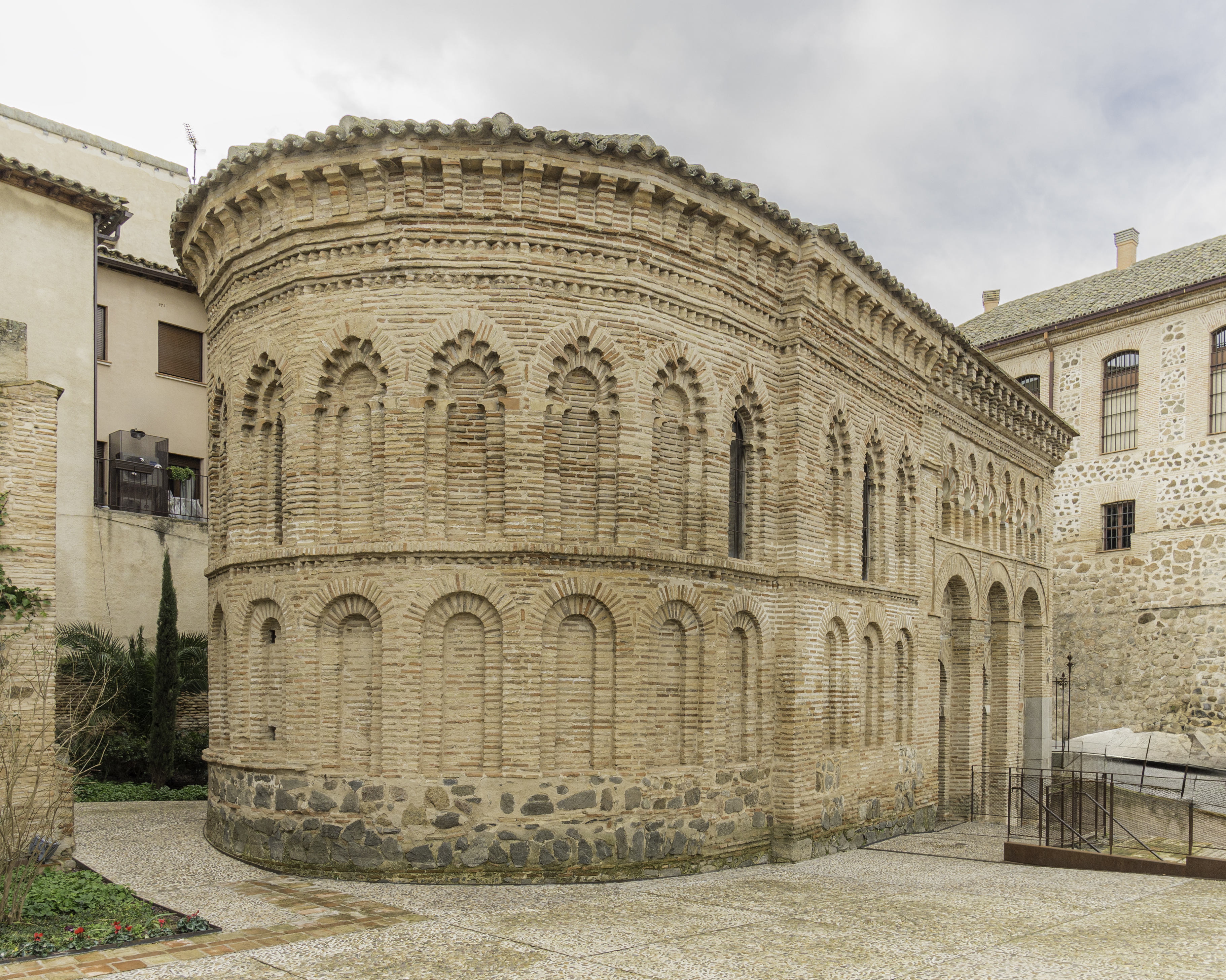
Fachada noroeste y añadido ábside mudéjar.

Recientemente el edificio está siendo sometido a minuciosos estudios y trabajos de restauración que intentan atajar, entre otros males, el agua que daña sus cimientos. A pesar de todo, el excepcional comportamiento a lo largo de los siglos de sus aparentemente frágiles bóvedas, ha hecho que sea definida como una "estructura dúctil", en palabras del arquitecto Francisco Jurado, responsable de su conservación en los últimos años.
Gracias a la acometida efectuada para solucionar el problema de infiltraciones que sufren los cimientos de la mezquita, se ha descubierto en el subsuelo del jardín y a más de cinco metros de profundidad una necrópolis, posiblemente de la primera ocupación de conquista cristiana, además de una vía de época romana de grandes losas de granito de 5 metros de anchura en un estado de conservación perfecto y bajo ella una cloaca.
También se encontró en el interior de la mezquita una pequeña cueva excavada debajo del piso, utilizada para el culto de alguna otra devoción, como quizás un retiro espiritual de un ermitaño.

## Reja exterior
Fue obra del rejero toledano Julio Pascual. En una de las restauraciones del edificio se retiró de su emplazamiento con el argumento de dar mayor ambiente árabe al monumento.

## Valoración

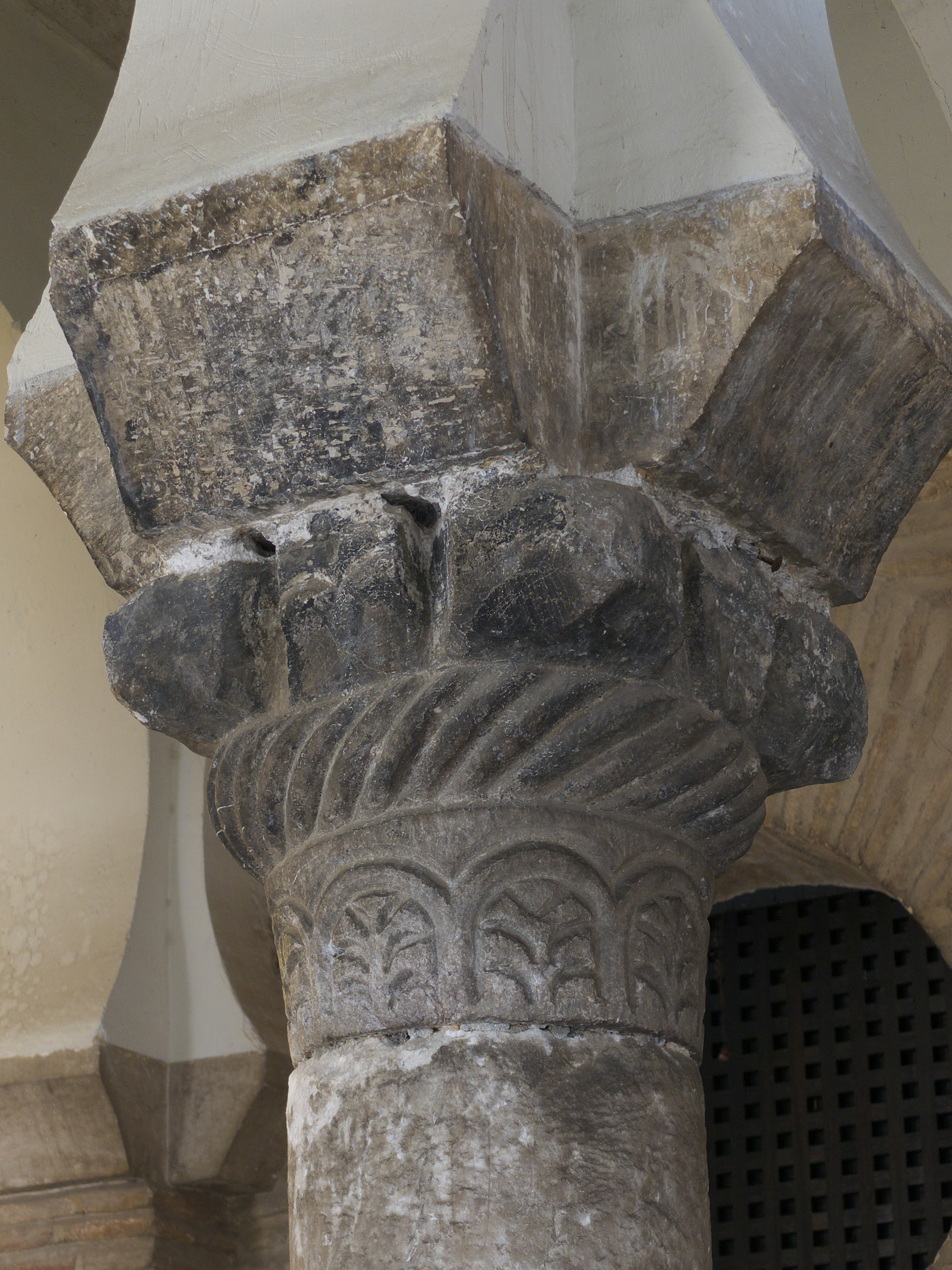
Capitel.

El pequeño oratorio conocido como ermita del Cristo de la Luz o mezquita de Bad-al-Mardum es una de las obras de arte más complejas de la península ibérica, que posee evidencias que van desde el asentamiento romano hasta la reconquista cristiana, pasando por los siglos visigodos y el período islámico. El impacto de esta obra tanto en la historia cultural como en el arte es de gran importancia, habiendo sido objeto de estudio arqueológico desde el siglo XIX.
Su trayectoria comienza con el reino visigodo, en el siglo VII. Tras la conquista musulmana de la península ibérica fue remodelada para convertirla en mezquita aproximadamente en el año 999 de la era cristiana, 390 de la hégira, destinándola al culto de la floreciente población árabe. Tras la reconquista cristiana (1085) una nueva remodelación de la obra la convirtió en iglesia aproximadamente en el año 1187, bajo la supervisión del arzobispo González Pérez, añadiéndole un ábside románico-mudéjar, uno de los ejemplos más antiguos de este estilo.
Está situada a la entrada de la ciudad toledana, traspasando la conocida Puerta Antigua de Bisagra en uno de los barrios más antiguos de la ciudad, donde se construyeron en época musulmana las viviendas de los personajes más influyentes. 
Probablemente en el siglo VII, momento de mayor esplendor arquitectónico visigodo, en que se construyeron numerosas iglesias y pequeños oratorios, fue construida como iglesia, de la que ha quedado muy poco. Como método constructivo usaron la piedra, elemento que podemos encontrar en la base de la ermita. Además de los arcos de herradura, en columnas y capiteles hay formas características del estilo visigodo. En la fachada principal, sobre el friso de celosías, hay una inscripción musulmana que corrobora que la iglesia del Cristo de la Luz tiene un origen muy anterior a la reconstrucción árabe:

En nombre de Alá, el clemente, el misericordioso. Fue reconstruida esta mezquita, renovándose la parte superior de ella. Se propuso y terminó tan hermosa obra, con el auxilio de Alá, bajo la dirección de Musa ibn Alí y de Saas, el año 390 de la hégira

## Análisis

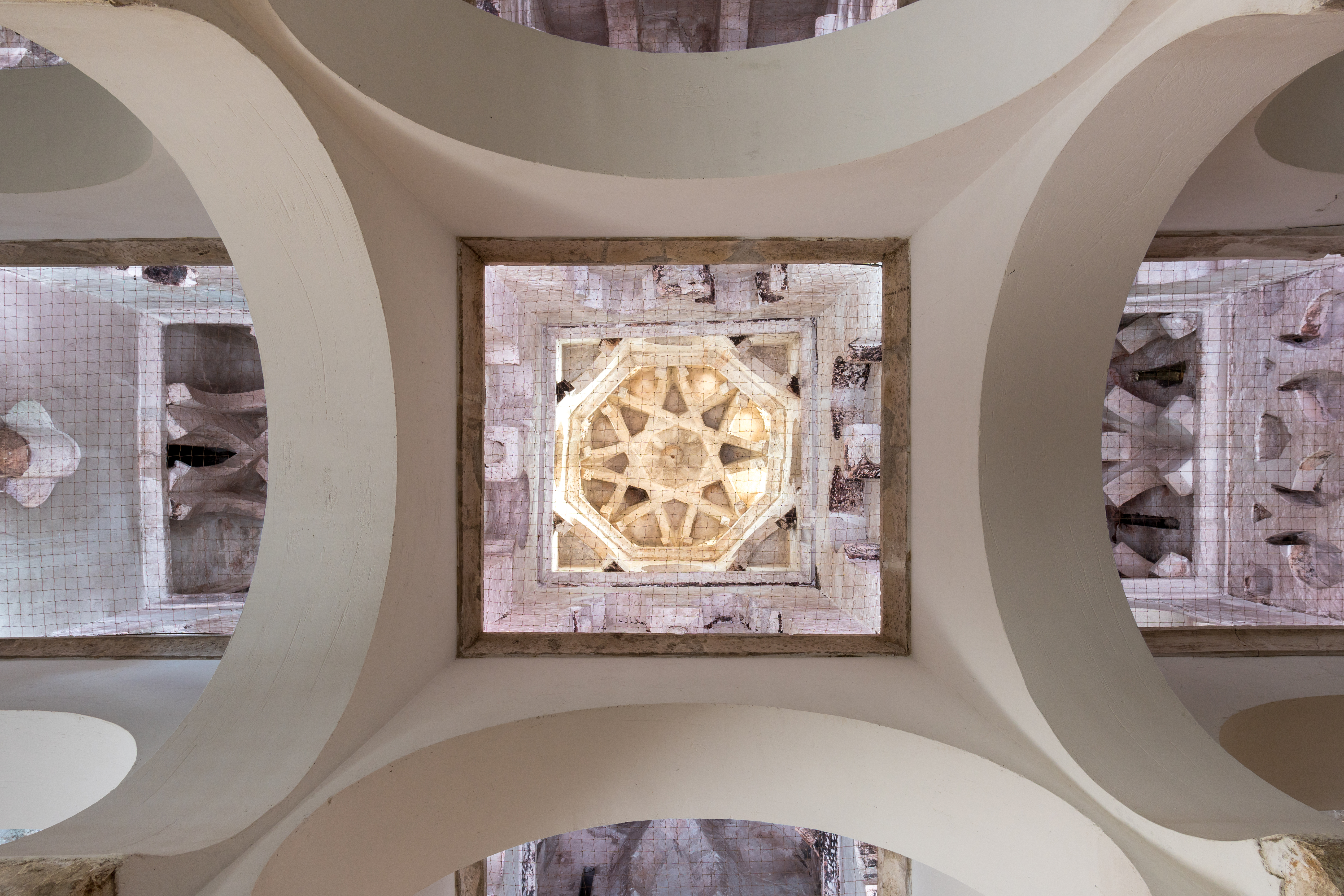
Qubba central.

Era una mezquita de barrio, tipología que destaca por una mayor libertad estructural, de dimensiones menores a las mezquitas aljamas. Resaltan las pequeñas cúpulas que cubren su espacio. La estructura exterior de la mezquita que está realizada en ladrillo rojo y mampostería en hiladas o verdugadas de este material (técnica que tiene su origen en Próximo Oriente, de donde pasa al mundo islámico y después al arte mudéjar, aparejo sólido y de costes baratos, característica que lo hará muy popular). En la fachada principal, hay tres puertas de acceso con arcos de tipología distinta: el primero es un arco polilobulado, el central de medio punto y el último de herradura, sobre estos vanos, una serie de arquerías ciegas de herradura, entrelazadas. Sobre ellas, un friso corrido de celosías caladas, a las que se superpone la inscripción. El edificio está rematado con un friso compuesto por dientes de sierra, sobre el que se dispone una techumbre sostenida por modillones, realizada en tejas, cubriendo toda la construcción. El lado oeste de la fachada también presenta una decoración muy llamativa, al contrario del este, que es sobria, con un acceso coronado por un arco de herradura. En este lado oeste, al igual que en la fachada principal, hay tres vanos de acceso rematados por arcos de herradura. En su parte superior están enmarcados. Los pilares que los sustentan actúan a modo de contrafuertes, y sostienen arcos ciegos de medio punto rebajados, enmarcados por un alfiz triple. Más arriba, donde en la fachada central hay un friso, en esta hay una hilera de arcos ciegos polilobulados con las dovelas bicromas, sobre la que se dispone un friso corrido con tres finas bandas; cerrando la estructura un doble friso con ladrillos colocados como dientes de sierra sobre los que se disponen los modillones que sostienen el alero del tejado, realizado a cuatro aguas. El ábside, que se sitúa en este lugar, no fue construido hasta el siglo XII tras la reconquista cristiana.

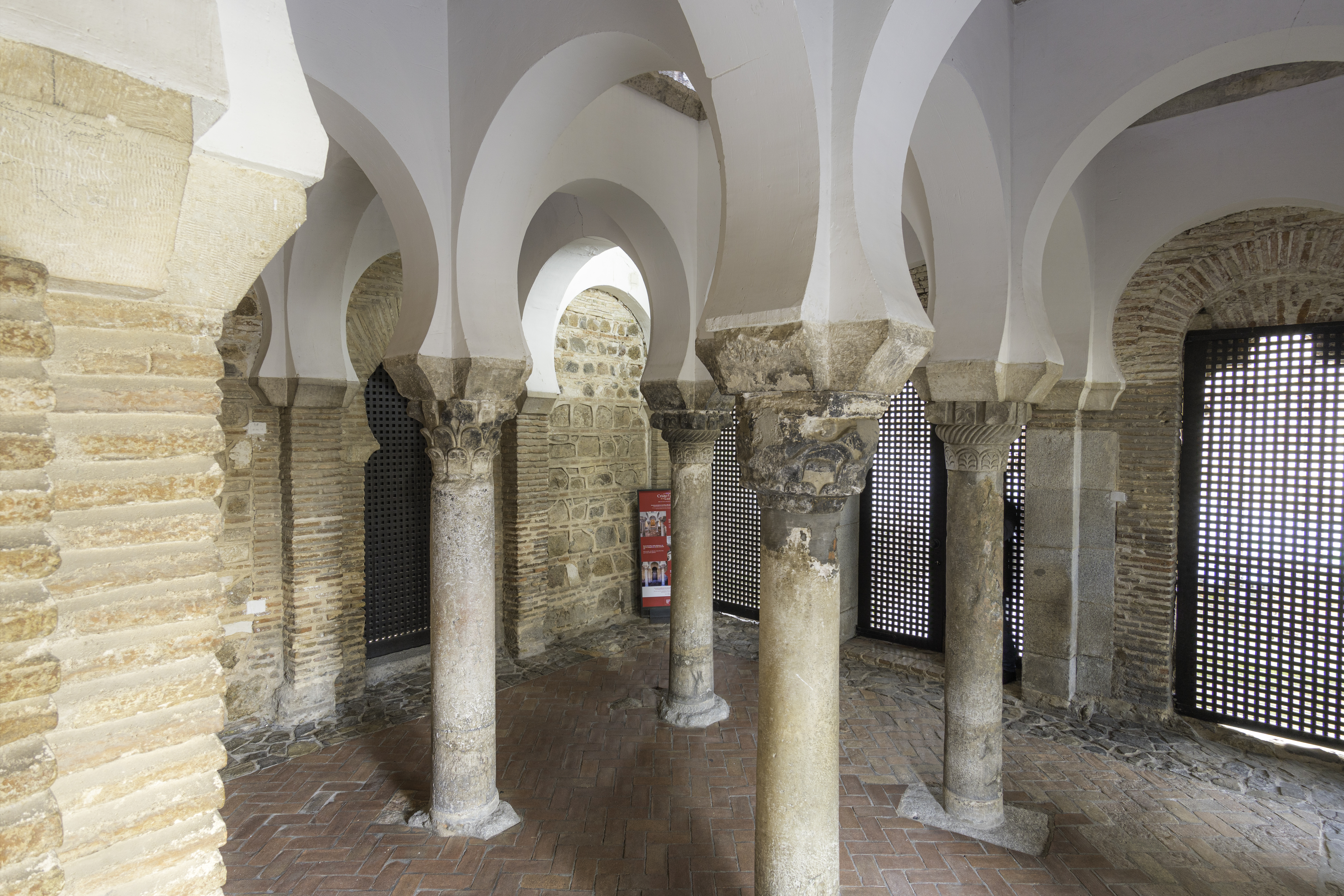
Columnas y capiteles.

Desde la parte oeste se accedía al patio (shan), donde actualmente hay un pozo, que probablemente en época califal se usaría como pila de abluciones (middath).
La abertura de vanos, tanto en la fachada principal como en la oeste, proporciona amplia luminosidad al oratorio.

El hecho de que en el lado este, el muro no contenga ornamentación a excepción del vano con arcada de herradura (que probablemente se realizó posteriormente, en época cristiana), se debe a que se trata del muro de la qibla, donde estaría el mihrab. La orientación del edificio se dirige hacia Córdoba como característica de una época de esplendor del Califato cordobés que rebatía el poder de Bagdadg

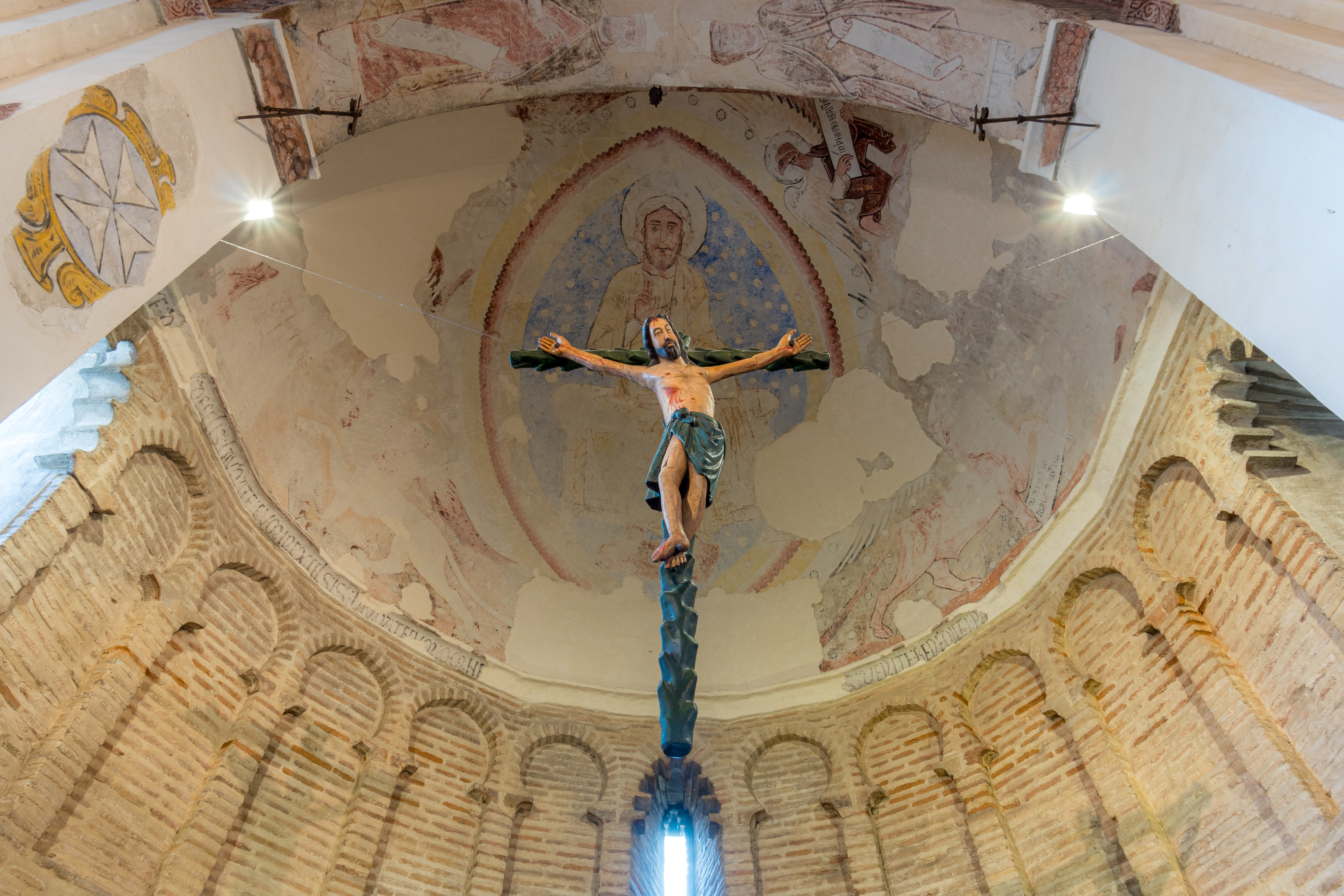
Altar y fresco Pantocrator.

La planta del oratorio es de cruz griega inscrita en un rectángulo de 7,90 x 8,60 metros que se divide en tres naves con nueve compartimentaciones casi cuadradas. Los tramos son de casi 8 metros de altura excepto la central que mide 10,60 m. Estas compartimentaciones destacan por las nueve cúpulas de estilo califal todas distintas entre sí, sostenidas por pilares con capiteles visigodos y rematados por arcos de herradura, que también sostienen las falsas bóvedas realizadas en mampostería que dividen el espacio en 3 naves contiguas. Todas estas cúpulas son diferentes ya que están formadas por entramados de arcos de herradura sobre los que se apoya la falsa bóveda, excepto en la parte que se encontraría más cercana al mirhab, con arquerías trilobuladas. Las cúpulas son de madera y compuestas por nervios que no se cruzan en el centro.
La adaptación a iglesia supuso una importante modificación en el muro de la qibla y el muro noreste, que fue derruido para prolongar la construcción y erigir un ábside circular y un transepto. Se añadió un pórtico en la fachada principal y una torre cuadrada de 5 metros adosada al ábside, que quedó incompleta. En la zona norte se instaló un cementerio. La construcción del ábside en ladrillo rojo, al igual que el resto del edificio, y la utilización del mismo registro decorativo, dan una sensación de continuidad en el monumento: en el primer cuerpo una arquería de arcos de medio punto cegados y enmarcados, en el segundo una arquería de arcos de herradura apuntados, cegados y enmarcados por arcos polilobulados; finalizando con un doble friso decorado con dientes de sierra, coronado con modillones de ladrillo que sostienen el alero de la techumbre. En su interior el ábside presenta dos hileras de arcos de herradura cegados, coronados con un fresco del siglo XIII (románico tardío, muy deteriorado) que representa al Pantocrátor rodeado por una mandorla. El resto de la decoración pictórica se encuentra en muy mal estado de conservación, y prácticamente no puede distinguirse (en el arco de medio punto cegado al lado derecho de la imagen, en el intradós, motivos vegetales y geométricos, y al lado izquierdo una figura no identificable).

## La inscripción

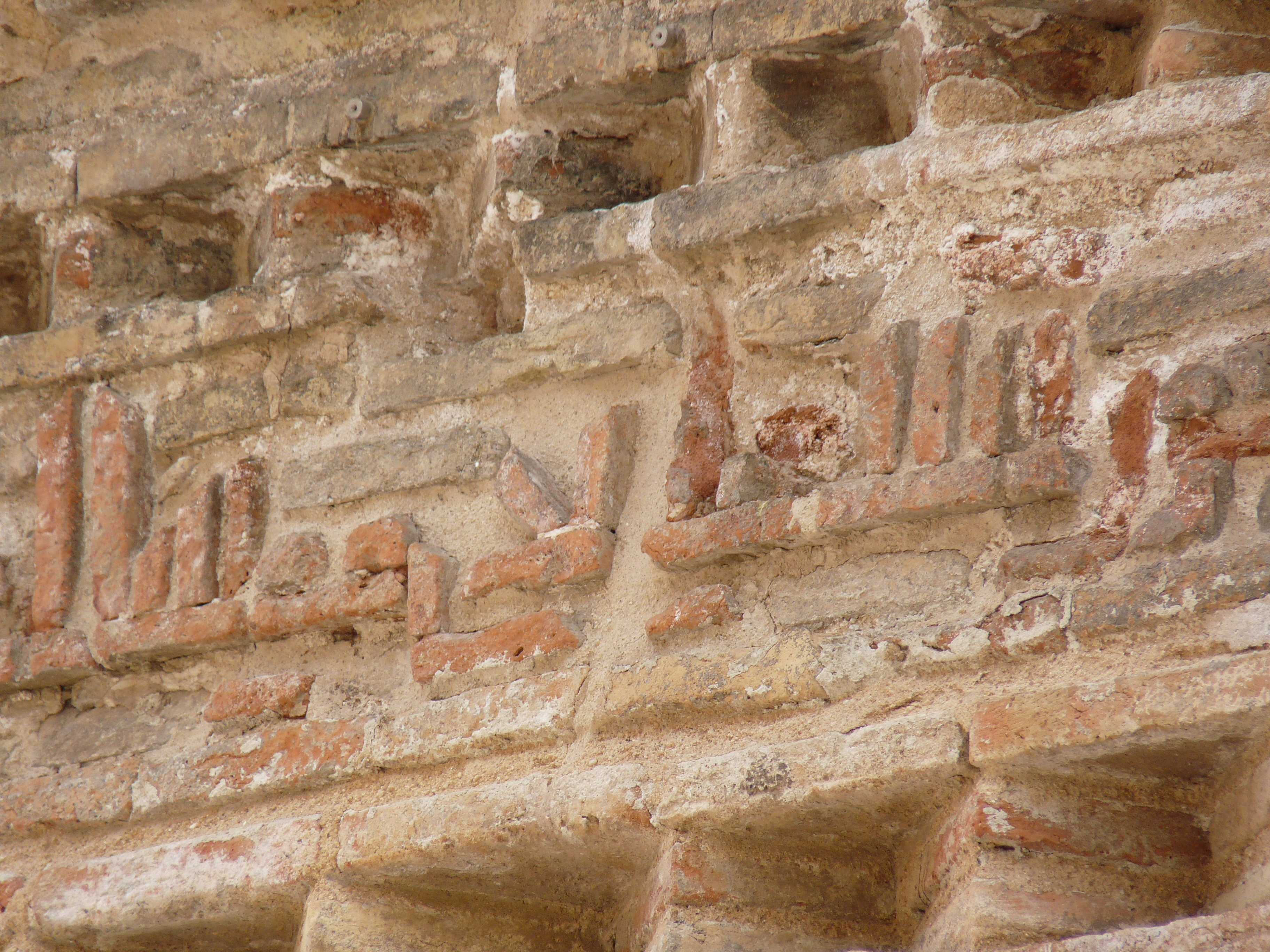
Decoración epigráfica.

La inscripción epigráfica de la fachada sureste está realizada en ladrillo rojo al igual que el resto de la construcción, y fue descubierta en el año 1889. Además de la fecha, informa de los arquitectos que realizaron la reconstrucción, Musa ibn Alí y Saas, que parece que pertenecían a la corriente sufí.
Ha dado origen a distintas interpretaciones: una afirma que el templo es anterior a la fecha dada por la inscripción, dato que corroboran las recientes investigaciones arqueológicas, que indican que puedo haber un edificio de origen romano en el mismo solar.
Según Amador de los Ríos, la mezquita fue mandada construir por Ahmad Ibn Hadidi, del que no conocemos nada, y realizada por el arquitecto Musa Ibn Alí a finales del año 999. Él mismo hizo un proyecto de restauración del conjunto completo, incluso de la Casa de Oración árabe, que según él sería la parte más antigua que se conserva, ya que anteriormente habría sido reconstruida a partir de una iglesia visigoda en la que se sustituiría el ábside y el transepto mudéjares por una cabecera formada por tres ábsides semicirculares, poco probables en una iglesia visigoda que se completaría con un patio porticado y naves laterales. 
José Pijoán especifica que fue reconstruida está mezquita, renovándose la parte superior de ella, por lo que sí tendría ese origen visigodo, de una pequeña capilla de oración.

## Excavaciones arqueológicas
Las investigaciones arqueológicas llevadas a cabo por el Consorcio de Toledo, dirigidas por Arturo Ruiz Taboada y Raúl Arribas Domínguez aportan valiosa información que se desprende de las conclusiones extraídas tras un exhaustivo estudio de la mezquita, con la intención de individualizar las reformas realizadas en el conjunto arquitectónico que se conserva y ponerlas en su contexto histórico y urbano.

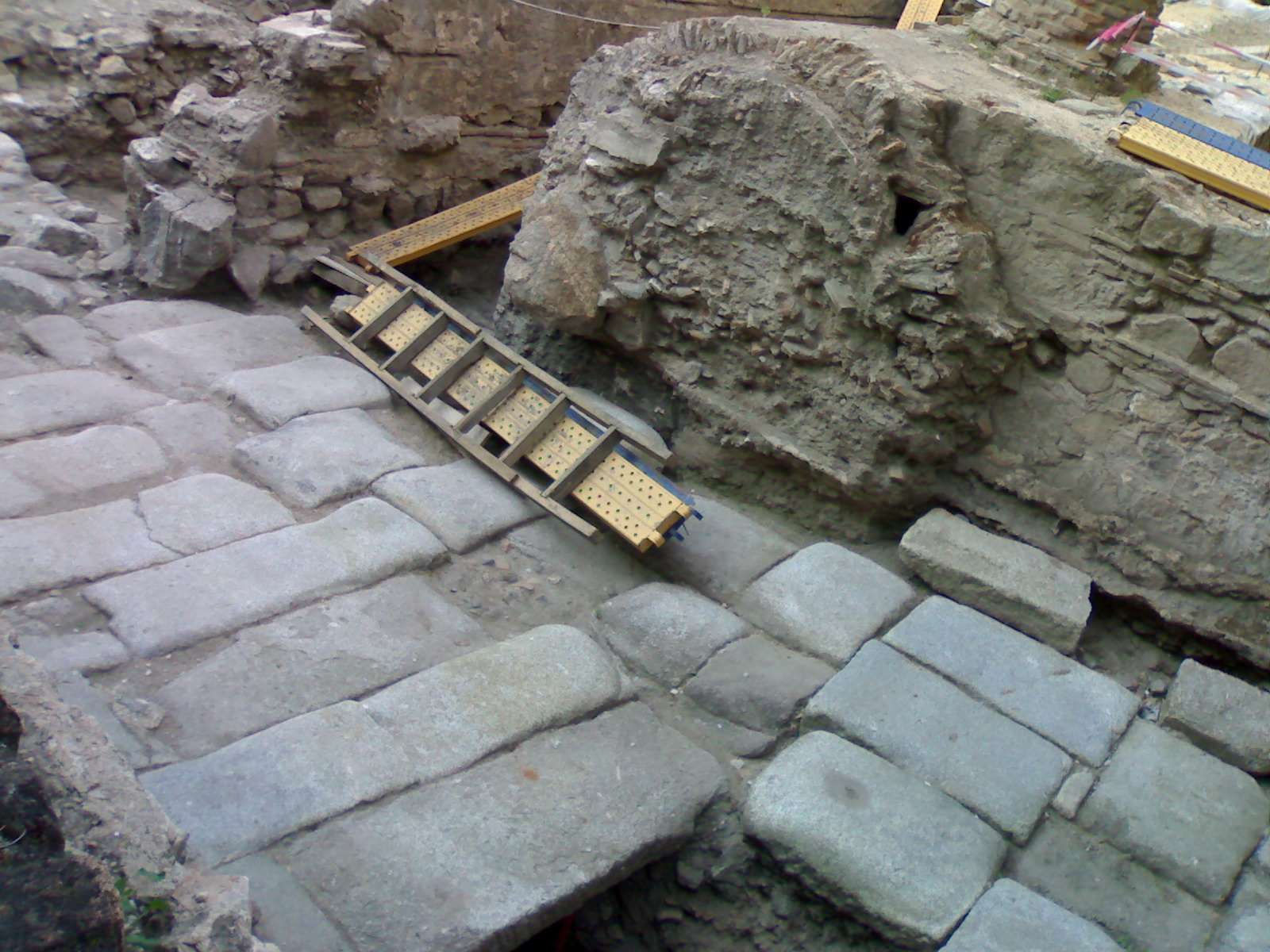
Calzada romana hallada en las excavaciones.

En esta investigación se aclaran algunas cuestiones, como la situación de la mezquita; el arqueólogo Arturo Ruiz Taboada indica que esta situación se debe a que al acceder a la ciudad a través de la Puerta de Bab al-Mardum, se veía en primera línea esta construcción ya que en el siglo X estaba exenta, por lo que tiene una orientación, ritmo y alzado de interés simbólico no solo desde el punto de vista religioso, sino por la situación de acceso a la ciudad, destacando la edificación de una calle que desembocaba en la explanada bajo la fachada norte, cimentada sobre parte de lo que fue una calle romana, apuntando un desnivel medio de 1,68 metros con respecto al suelo original del interior de la mezquita.
Este desnivel se salvaría mediante una escalinata que partía de la explanada al interior de templo, ya que durante la excavación arqueológica se documentaron elementos estructurales y de solera de esta escalinata.
En cuanto a la inscripción, este arqueólogo indica que desde el punto de vista estratigráfico está enmarcada y en bajorrelieve, centrada en la fachada con un acabado integrado y engarzado en las esquinas, por lo que descarta la posibilidad de su continuación en la fachada contigua (estudios realizados por la arquitecta Dalila Baiod).
Bajo la mezquita se encontró una calzada romana de 6 metros de anchura, y bajo la cual ha aparecido una cloaca de la misma época. La calzada se formaba por grandes losas de granito y discurriría en dirección norte - sur.
También se hizo el estudio antropológico de los cementerios del Cristo de la Luz y el análisis metalúrgico de la numismática encontrada durante la excavación.

## Leyendas
Existen varias leyendas que rondan esta construcción medieval.
Remontándonos al momento de la reconquista de Toledo, cuentan que cuando los ejércitos entraron en la ciudad, el caballo del monarca cayó de rodillas al llegar a la altura de mezquita, donde actualmente vemos marcado con una piedra blanca el pavimento. 
El rey intentaba que su corcel se alzara pero al resultar imposible se interpretó como una clarividencia divina, de ahí que se excavara el interior del edificio donde se encontró la imagen de un Cristo crucificado junto a una lamparilla de aceite que había permanecido encendida durante más de 300 años, ya que en este lugar los cristianos toledanos habrían escondido la imagen sagrada para evitar su profanación por parte de los musulmanes durante su ocupación.
Otra leyenda cuenta que la primera misa tras la reconquista se celebró en este pequeño oratorio, dato que resulta bastante inverosímil.